# Rio Cadu
O Rio Cadu é um rio da Romênia afluente do Rio Olt, localizado no distrito de Harghita.